# ألبرتو غيريرو (ملحن)
ألبرتو غيريرو (بالإسبانية: Alberto Guerrero) هو عازف بيانو وملحن تشيلي، ولد في 6 فبراير 1886 في لا سيرينا في تشيلي، وتوفي في 7 ديسمبر 1959 في تورونتو في كندا.

## وصلات خارجية
- ألبرتو غيريرو على موقع ميوزك برينز (الإنجليزية)